# Фарфоровая мануфактура Аугартен
Фарфоровая мануфактура Аугартен (нем. Die Porzellanmanufaktur Augarten) — первая в империи Габсбургов фарфоровая мануфактура, созданная в предместьях Вены, в парке Аугартен в 1718 году. Она стала второй крупной мануфактурой в Европе после Майсенской, основанной в 1710 году в Саксонии.

## История мануфактуры
История старой Венской мануфактуры складывается из двух основных периодов. Новая мануфактура была организована в 1923 году.

### Период Дю Пакье
25 мая 1718 года австрийский император Карл VI особым указом даровал привилегии нидерландскому предпринимателю Клаудиусу Инноцентиусу дю Пакье (Claudius Innocentius du Paquier; 1679—1751) на право монопольного производства фарфора в пределах Священной Римской империи в течение двадцати пяти лет. Родившийся в Германии (по иным источникам во Франции), дю Пакье прибыл в Вену около 1700 года и работал военным советником при императорском дворе. В этой должности дю Пакье, имевший хорошие дипломатические отношения со всей Европой, сумел не только привлечь опытных мастеров из Майсена, но и завладеть секретом изготовления фарфора. Дю Пакье изучал химию и технологию керамического производства, возможно, сам ездил в Майсен.
Мануфактура разместилась в пригороде столицы. В 1719 году из Майсена в Вену переехал С. Штёльцель (ближайший помощник И. Ф. Бёттгера). Сотрудниками венской мануфактуры были К. К. Гунгер и И. Г. Герольд, также из Майсена. В формах изделий периода Дю Пакье чувствуется влияние южно-немецкого барокко и раннего венского рококо, подражание изделиям из металла и восточному — китайскому и японскому фарфору имари и стиля какиэмон с росписью ярко-красной, чёрной красками, серебром и золотом. Использовались также лепные маскароны, фигурные ручки, мотивы стиля шинуазри и росписи гризайль «под гравюру» шварцлотом (чёрной краской с последующим обжигом). С 1725 года появились полихромные росписи: «индианские цветы» (indianische Blumen), «немецкие цветы» (deutschen Blumen), мотивы плетения, ломаные линии и рокайли с пейзажами в медальонах. Мастера использовали также гравюры «берен». На мануфактуре работали живописцы И.-Ф. Данхофер, Я. Гельхис. Изделия не имели фабричной марки. Возможно, автором многих скульптурных форм был сам дю Пакье.

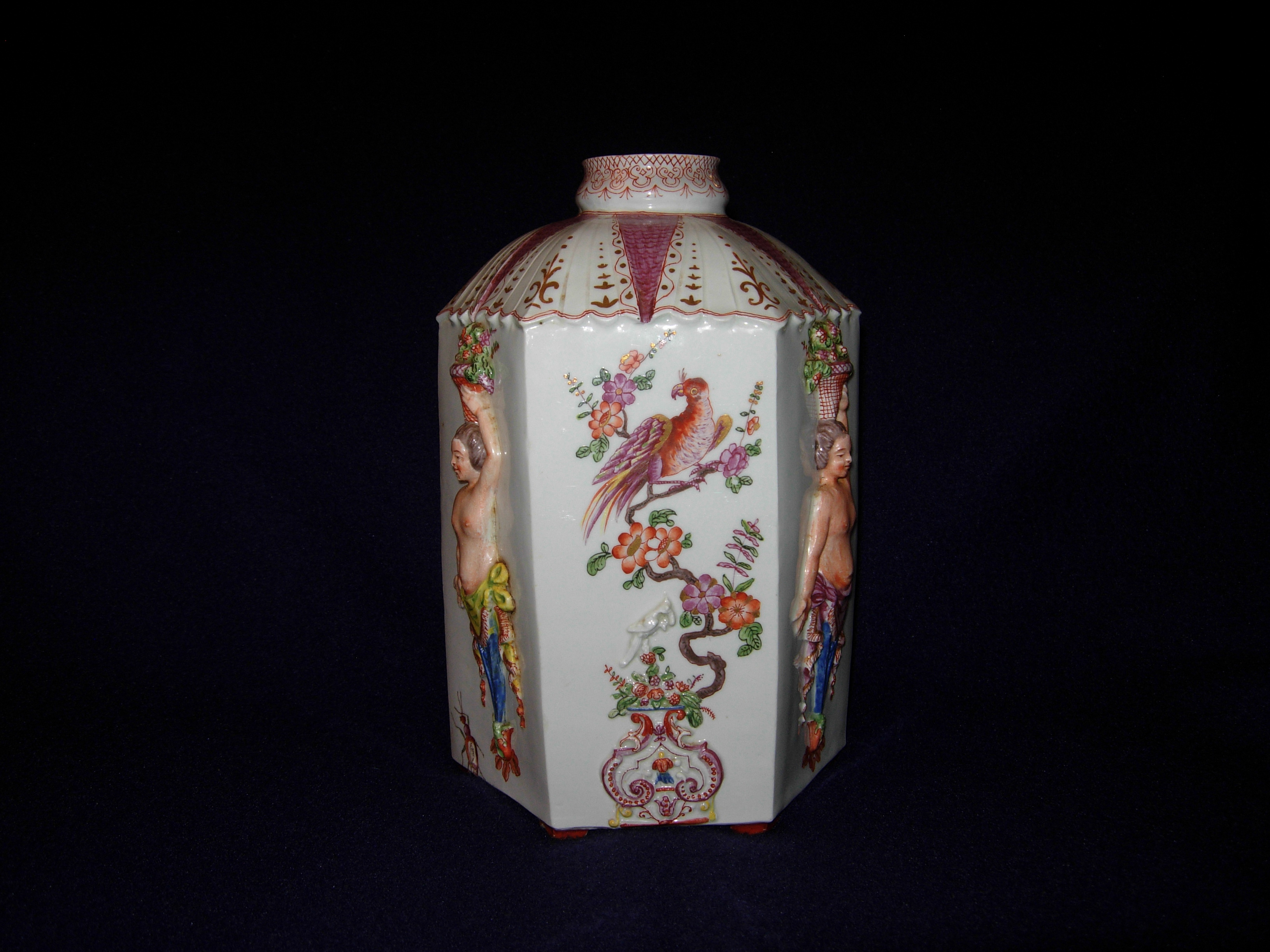
«Ваза дю Пакье». Вена. 1725
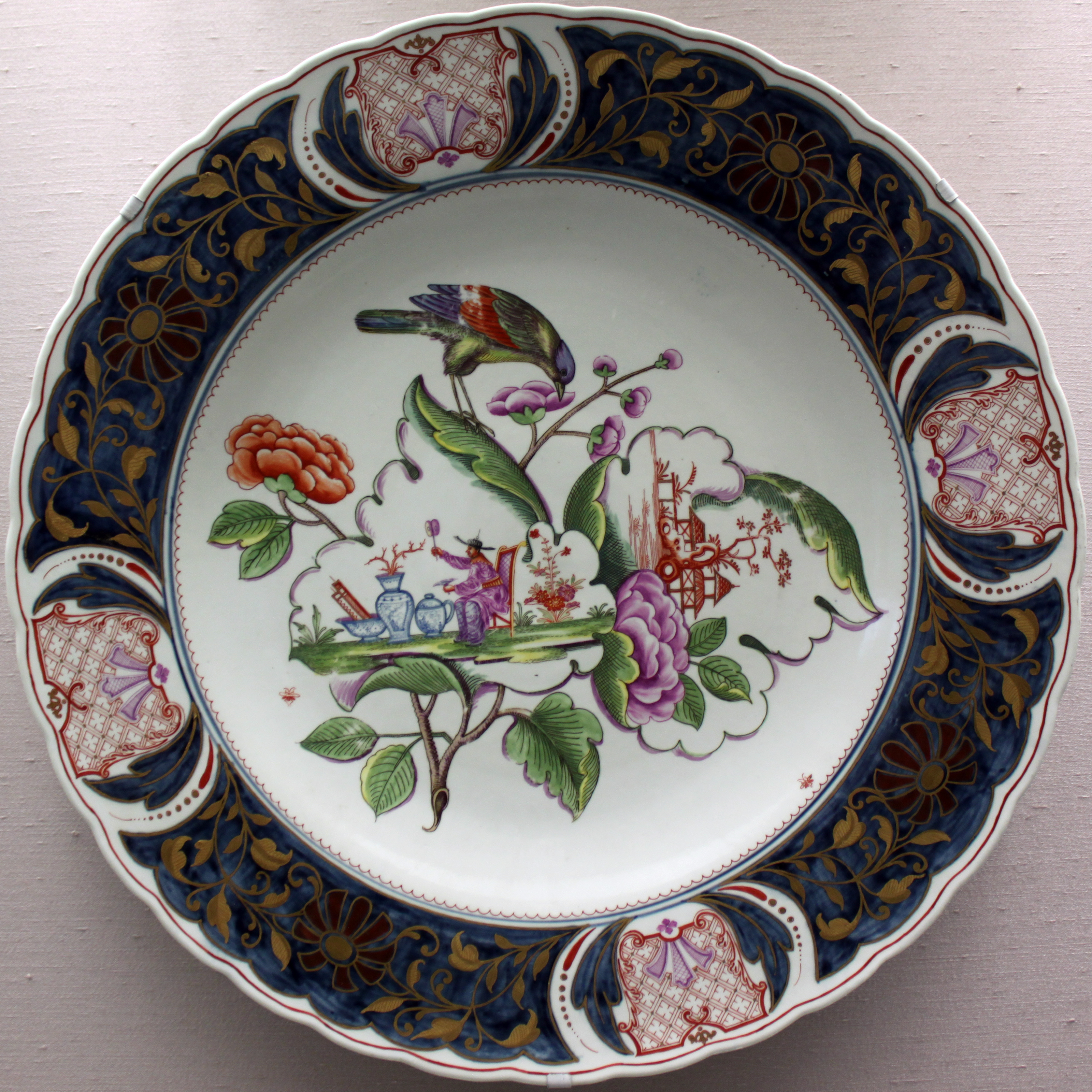
Тарелка с росписью «шинуазри». 1725
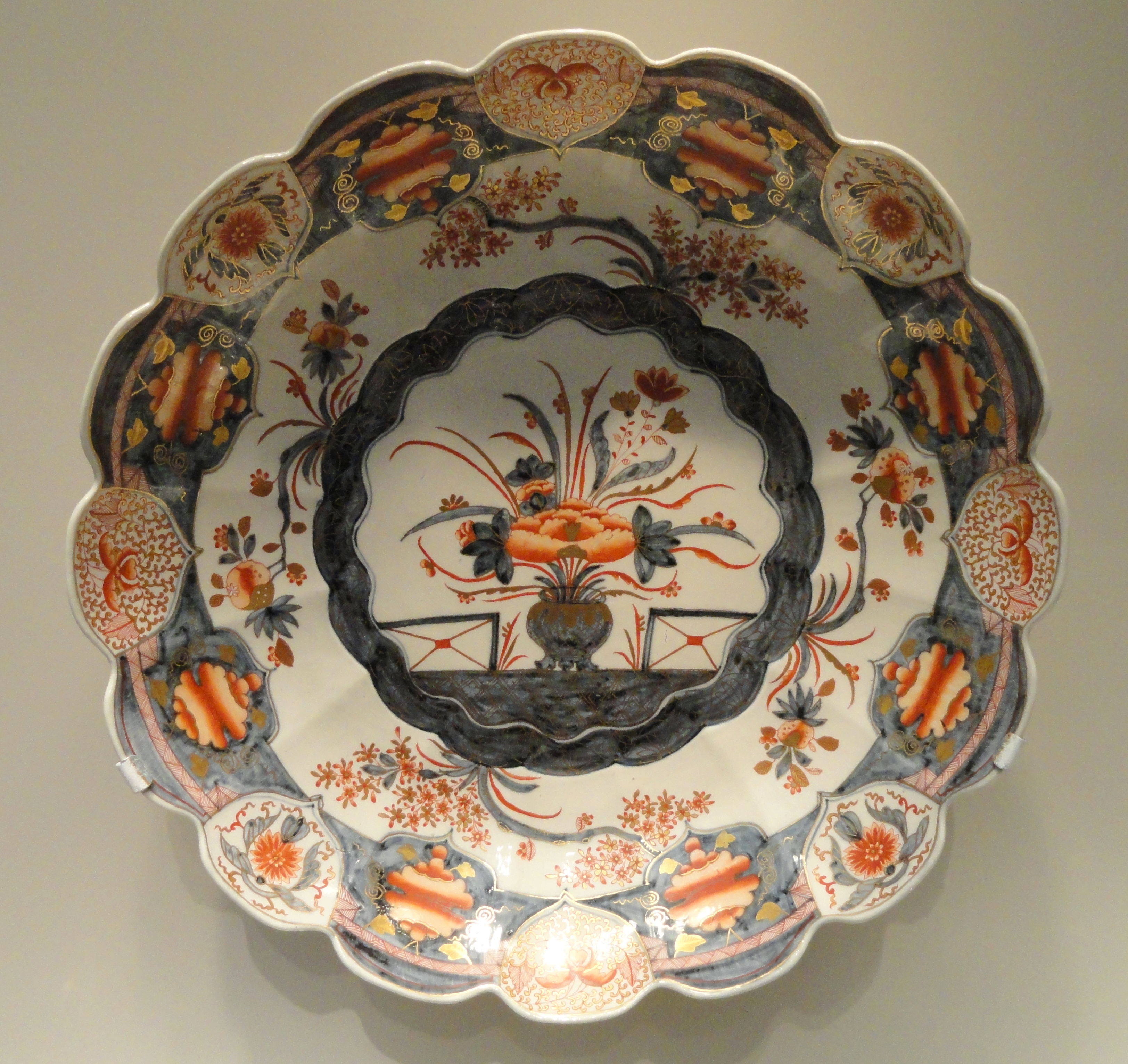
Тарелка с росписью «индианские цветы». 1725—1730
Группа фигур
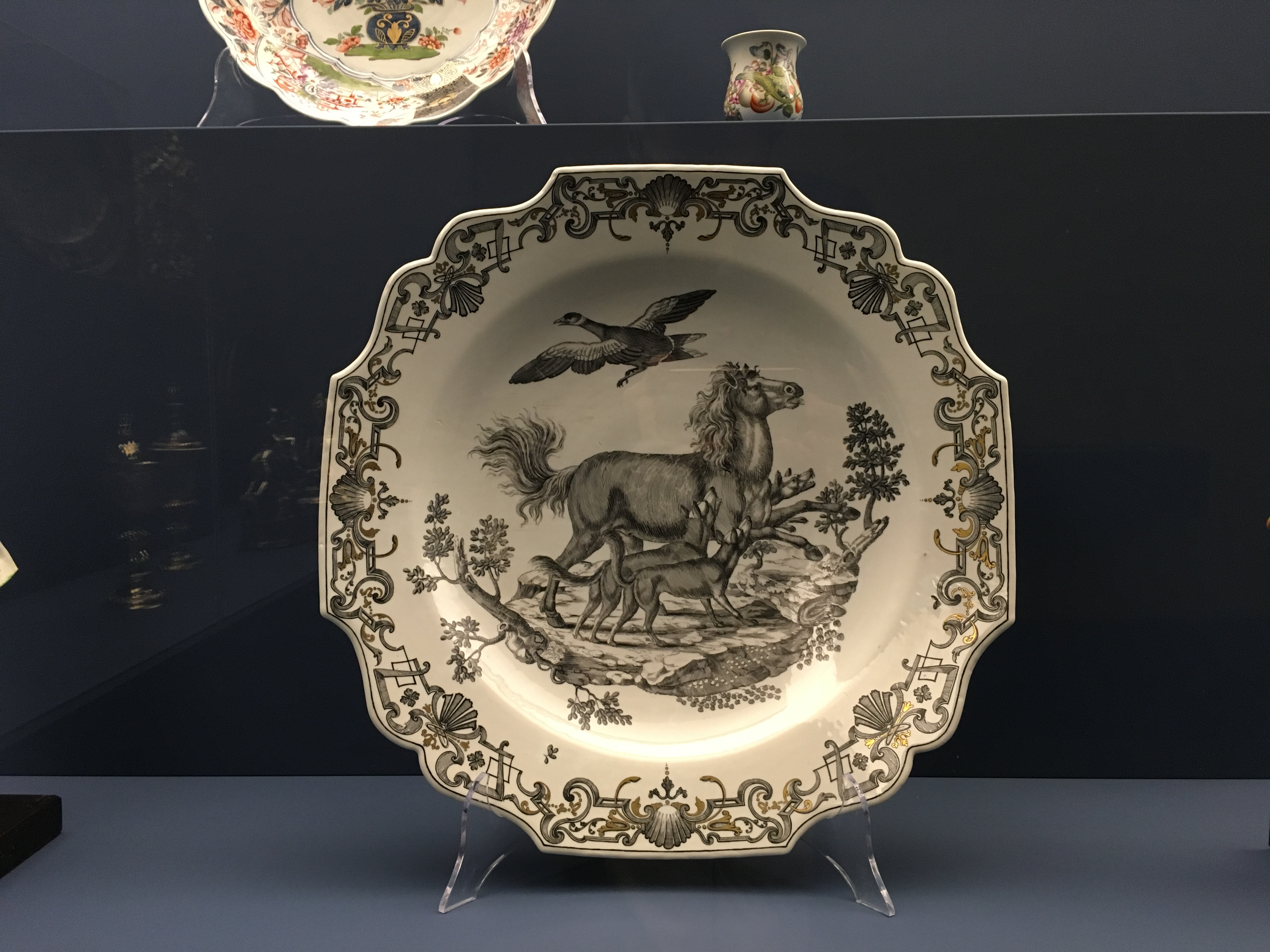
Тарелка с росписью гризайль «под гравюру». Ок. 1735
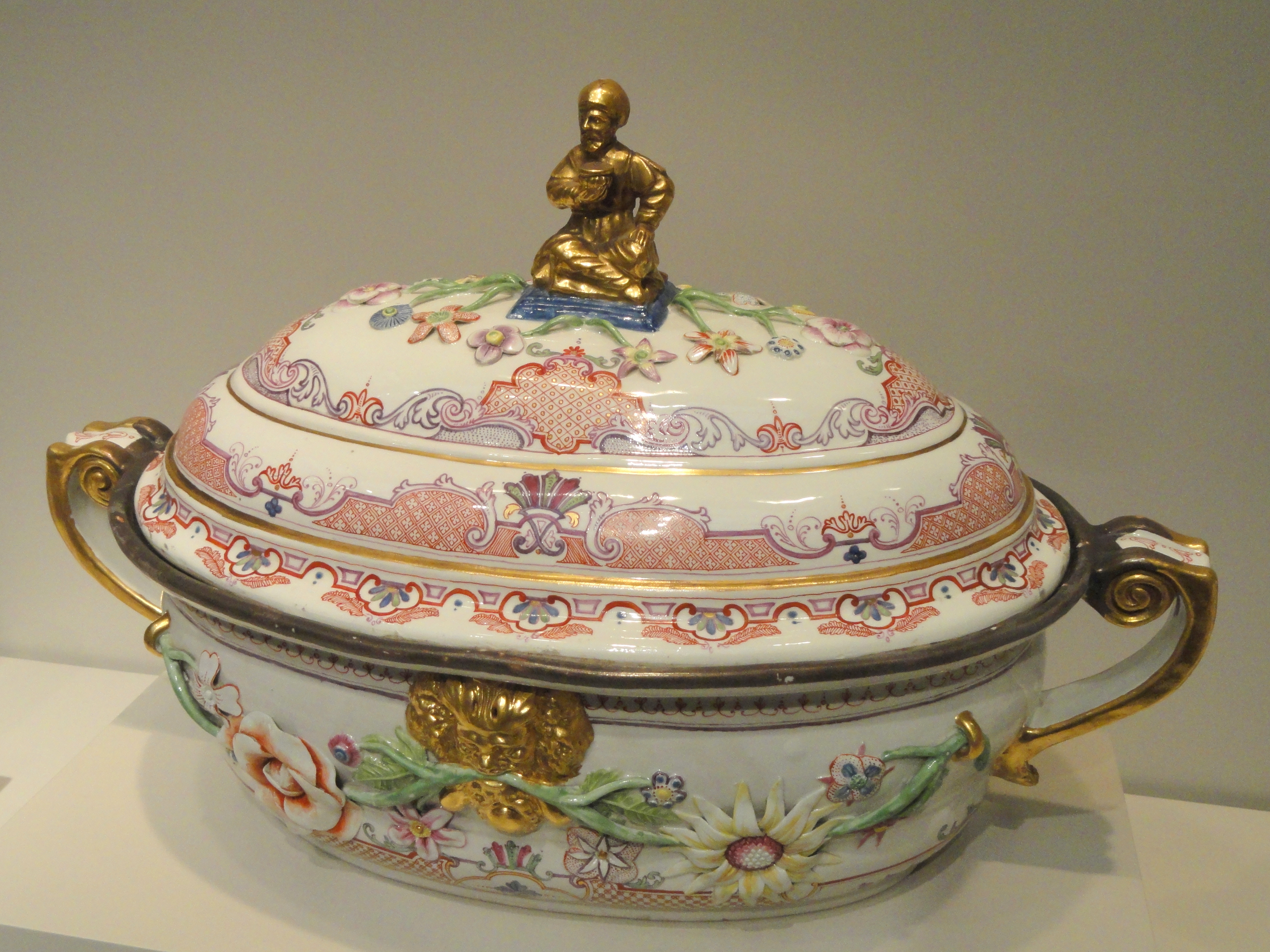
Супница. 1730—1735
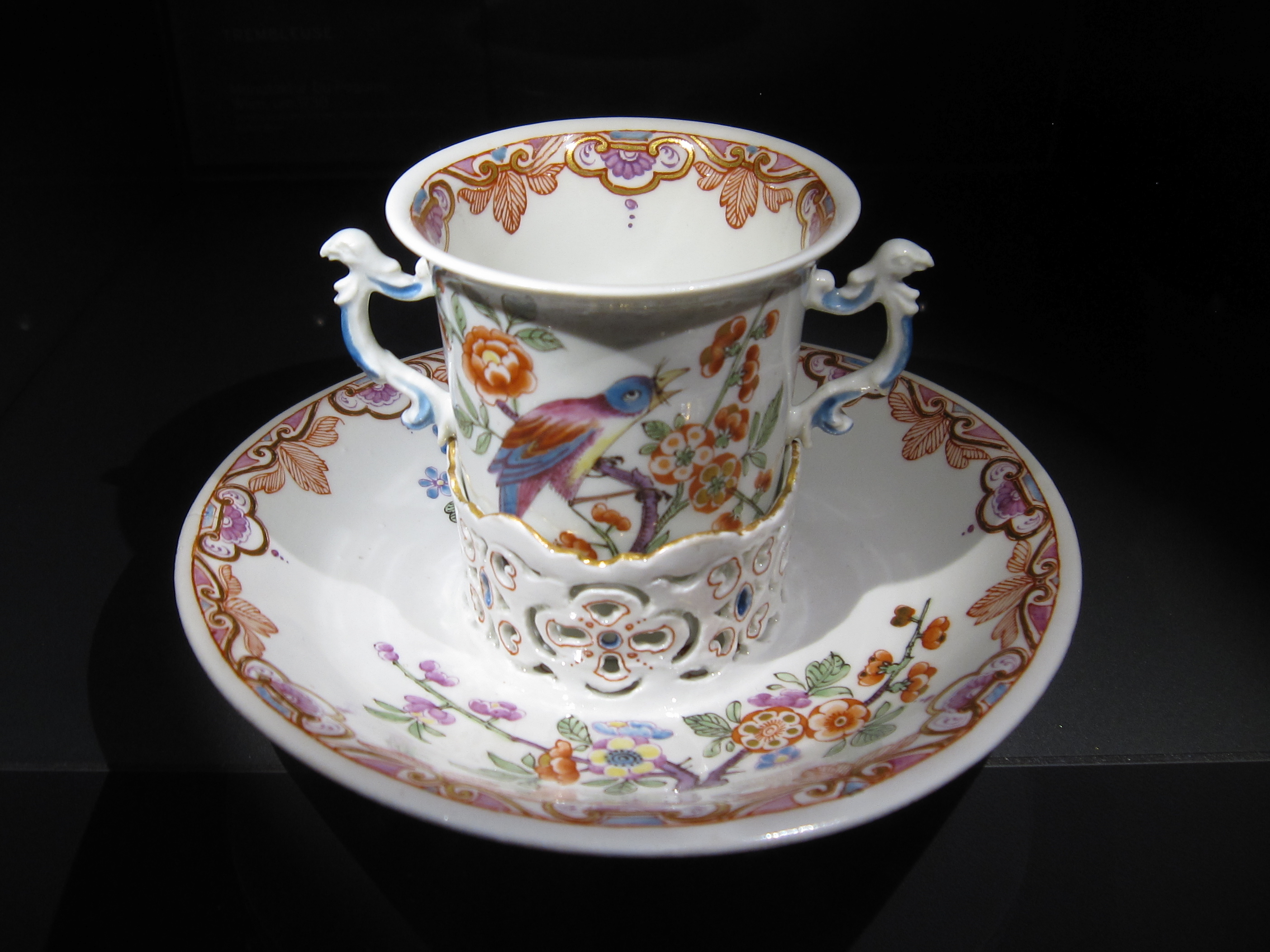
Тремблёз (набор для горячего шоколада). 1730

### Период Зоргенталя. 1784—1804
Второй значительный период в деятельности Венской фарфоровой мануфактуры назван периодом Зоргенталя. После двадцати пяти лет успешного производства компания дю Пакье оказалась в долгах и, несмотря на помощь города Вены, её пришлось продать. В 1744 году, во время правления императрицы Марии Терезии (1740—1780) мануфактура была национализирована и включена в имперское владение, став Императорской фарфоровой мануфактурой Вены (Kaiserliche Porzellanmanufaktur Wien).
С тех пор клеймом изделий мануфактуры стал герб правящей династии Бабенбергов: щит с тремя горизонтальными полосами. В дальнейшем среди коллекционеров фарфора получило распространение шутливое название: «дровяная марка» (напоминающая поленницу дров). В этот период производили посуду с росписью рокайлями и трельяжами, фарфоровые статуэтки на мифологические темы, характерные для «стиля Марии Терезии», или венского рококо. Главным живописцем был А. Анрайтер, скульптором-модельером И. И. Нидермайер. Но мануфактура постепенно приходила в упадок. Новый император Иосиф II (1780—1790) не интересовался фарфором и в 1784 году мануфактура была вновь выставлена на продажу с аукциона, но покупателей не нашлось. Тогда предприятие отдали в аренду коммерсанту из Нюрнберга Конраду фон Зоргенталю (1735—1804). Зоргенталь привлёк к работе опытных художников, выпускников Венской академии художеств, и вскоре венские изделия стали вновь успешно конкурировать с продукцией Майсена и Севра.
С 1785 года у Зоргенталя работал химик-технолог и живописец по фарфору Йозеф Лейтнер, в 1791 году он изобрёл ярко-голубую краску, названную его именем (Leithner Blau). По красоте эта краска не уступала «королевской синей» французской мануфактуры в Севре. Из живописцев продолжали работать А. Анрайтер, Й. Даффингер Старший и A. Котгассер (1769—1851) — мастер, привнёсший на мануфактуру элементы стиля бидермайер в росписи фарфора и стекла. Живописный декор включал в основном сельские и городские пейзажи, виды Вены. Характерный композиционный приём периода Зоргенталя — монохромные росписи гризайль (под гравюру) в резервах цветного фона: лейтнеровской голубой. Лиловой или киноварной красками.
В 1784 году скульптурную мастерскую после кончины Нидермайера возглавил Антон Грасси (1755—1807). С его именем связан постепенный переход в работе скульпторов-модельеров от рококо к неоклассицизму. Грасси помимо традиционных расписных фигурок стал изготавливать фигуры и портретные бюсты из бисквита. С 1790 года Грасси руководил также живописной мастерской. Грасси и его помощники использовали не только традиционные мифологические сюжеты, но и, в качестве образцов, «помпейские мотивы», гротески школы Рафаэля в Ватикане, их воспроизведения в гравюрах и акварелях, знаменитые картины Венской художественной галереи, пейзажи малых голландцев, а также модные в то время сентиментальные портреты художницы А. Кауфман. В 1793 году Антон Грасси совершил путешествие в Италию, откуда привёз гравюры Джованни Баттисты Пиранези с видами античного и современного Рима и зарисовки гротесков.

### Новый и современный период
После смерти Зоргенталя в 1804 году директором мануфактуры стал сын скульптора-модельера М. Нидермайер Младший. Главным модельером был Э. Гюттер, ученик А. Грасси. В продукции этого периода очевидны влияния французского стиля ампир.
Наполеоновские войны в Европе поставили Венскую мануфактуру на грань исчезновения. Однако некоторое возрождение производства наметилось после 1814 года, когда именно в Вене собрались монархи европейских держав-победителей на Венский конгресс. Монархи охотно приезжали на фарфоровую мануфактуру. Австрийское правительство дарило изделия знатным гостям, и производство получило некоторый импульс для развития.
Однако венская мануфактура не всё же могла выдержать конкуренцию с другими. После 1847 года в связи с общим кризисом искусства и уходом многих известных художников производство постепенно приходило в упадок и в 1863 году убыточное предприятие было закрыто решением парламента.
После падения Дунайской монархии и стабилизации послевоенной экономики мануфактура была вновь открыта 2 мая 1923 года во дворце Аугартен под новым названием «Wiener Porzellanmanufaktur Augarten» в присутствии президента республики Михаэля Хайниша. В этот период в странах Западной Европы был популярен стиль ар-деко. Художники, сотрудничавшие с мануфактурой, такие как Франц фон Зюлов, Йозеф Хоффман, Михаэль Повольни и Ида Швец-Леманн создавали образцы в этом стиле. Другие следовали проверенным образцам предыдущих эпох. Фарфор старой венской мануфактуры часто называют фарфором «Старая Вена» (Alt Wien), отличая его от продукции новой мануфактуры «Augarten».
В 2003 году, после закрытия мануфактуры из-за банкротства и увольнения значительной части персонала, компания Value Management Services GmbH (VMS) выкупила производство и основала собственную компанию под названием «Новая фарфоровая мануфактура Аугартен» (Neue Porzellanmanufaktur Augarten).
Музей фарфора в Аугартене находится в боковом крыле здания с 2011 года. В 2014 году мануфактура в сотрудничестве с Почтой Австрии выпустила первую в мире фарфоровую марку.

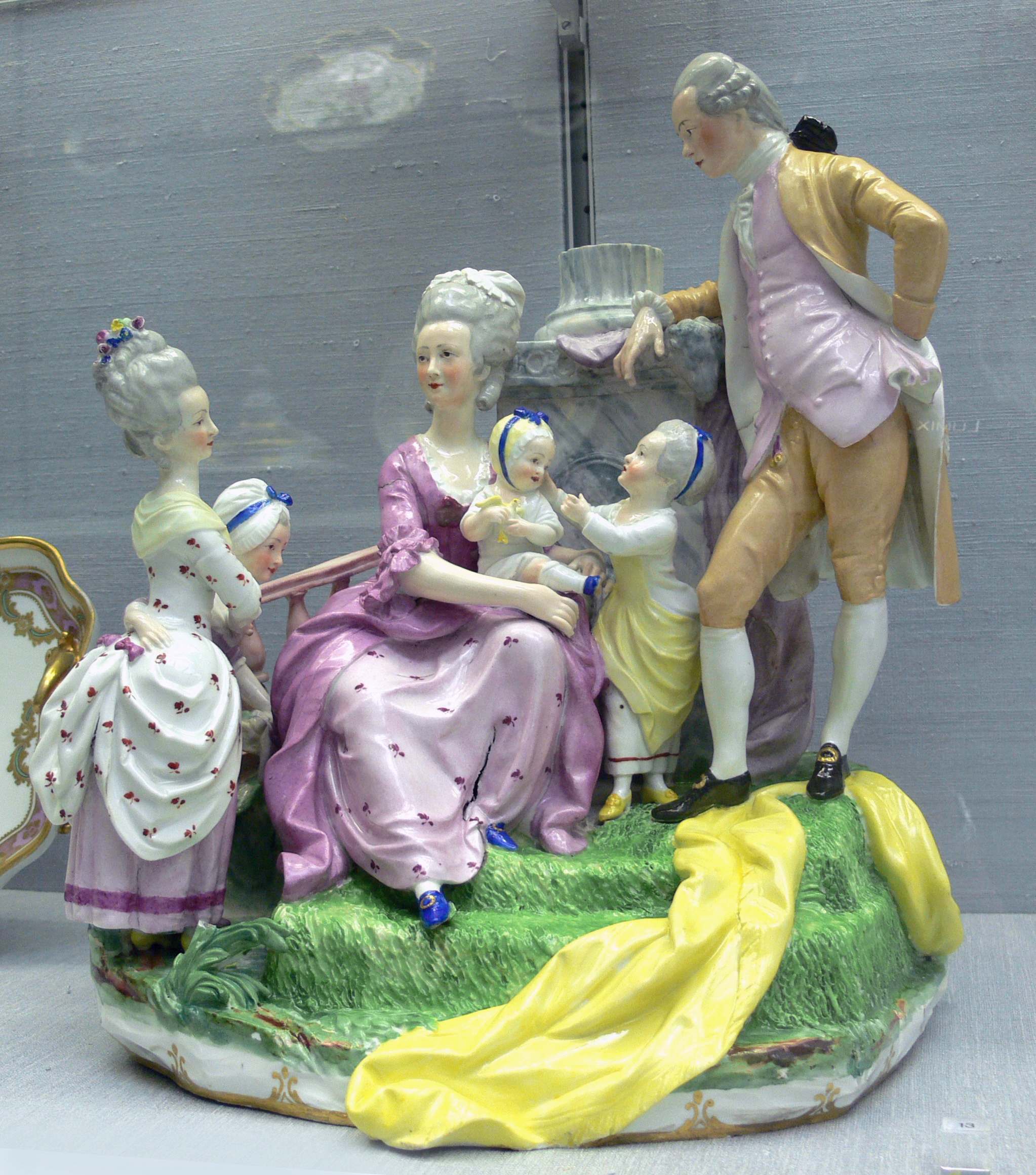
Семья эрцгерцога Леопольда. Модель А. Грасси. 1775–1780
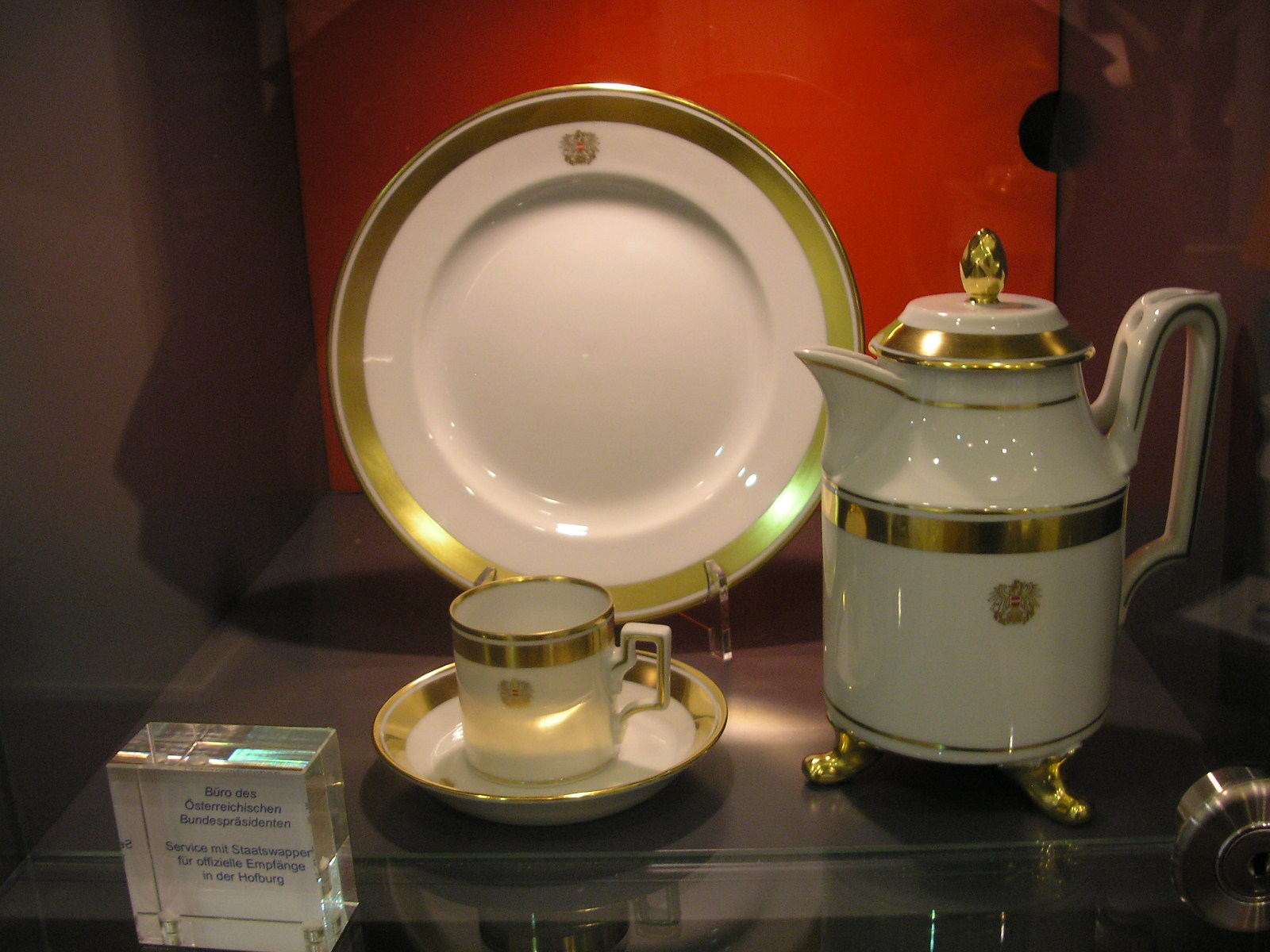
Императорский сервиз. Модель 1793—1875 гг.
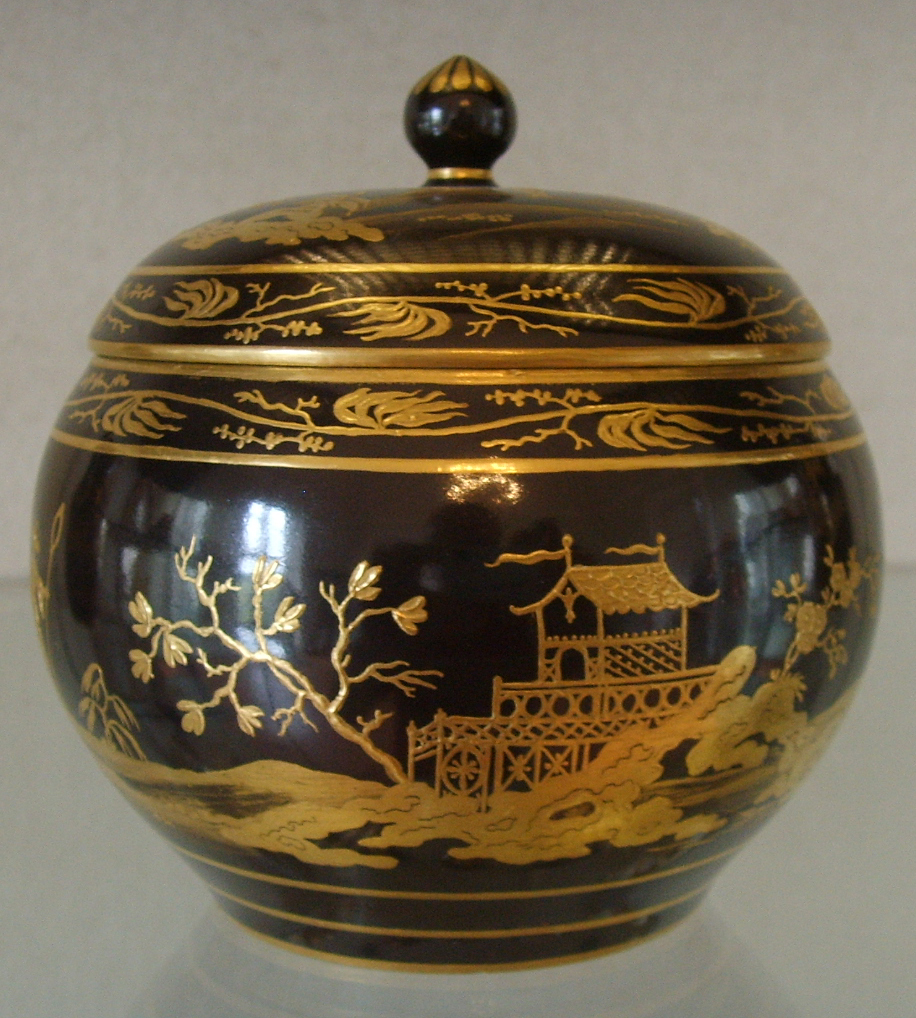
Шкатулка в стиле шинуазри. 1799
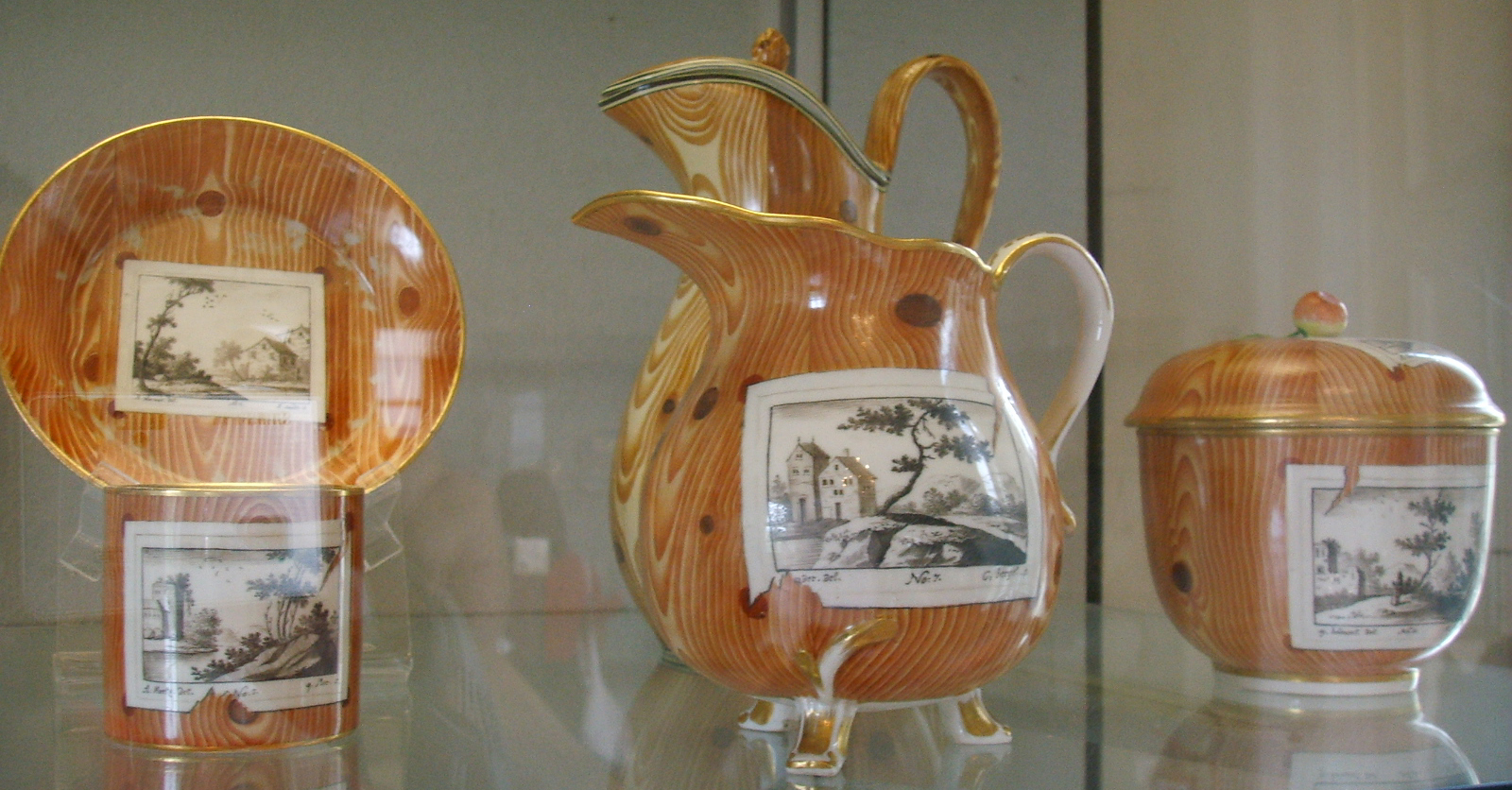
Набор с пейзажами «под гравюры»
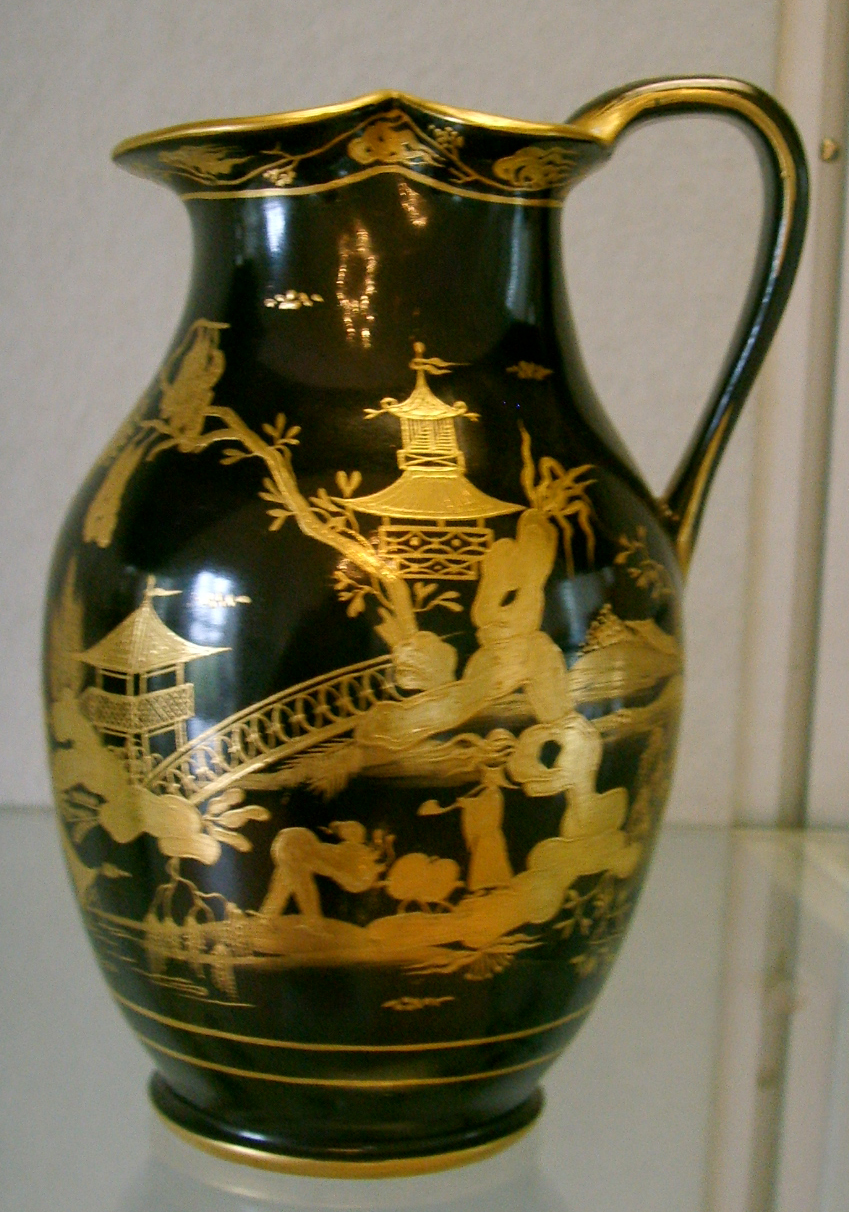
Кувшин шинуазри. 1799
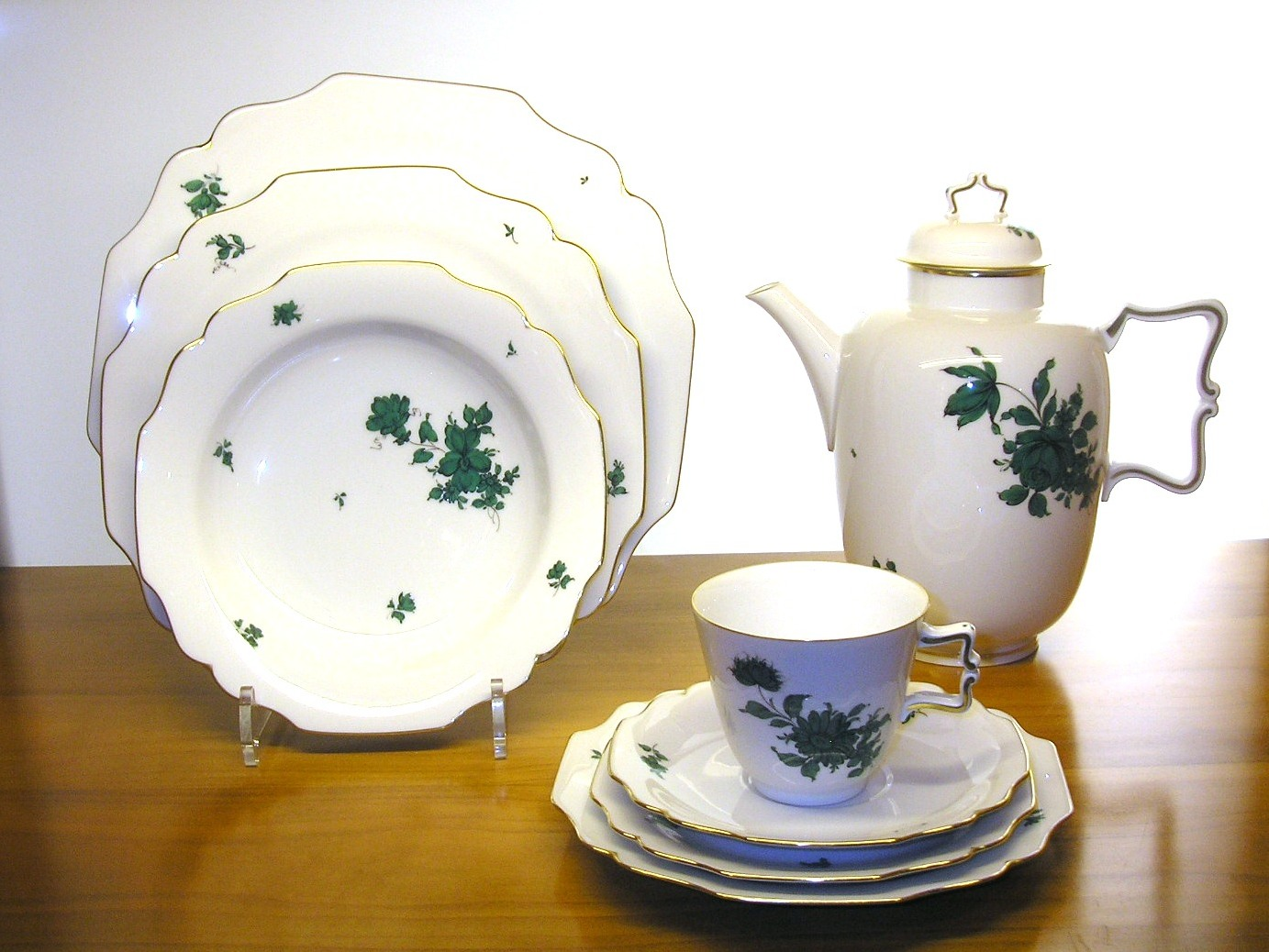
Фарфор «в стиле Марии Терезии». Современное производство